# Socialist Workers Party (USA)
Socialist Workers Party är ett kommunistiskt, tidigare trotskistiskt parti i USA.
SWP grundades 1938 av den amerikanske kommunisten James P. Cannon med hjälp av den ryske revolutionsledaren Lev Trotskij. Partiet hade sina rötter i organisationen Communist League of America (CLA) vilken utstått 1928 när en grupp som stödde Trotskij i den ideologiska striden mot Josef Stalin uteslöts ur Communist Party USA.
SWP försvarade den ryska revolutionen och Karl Marx', Lenins och Trotskijs politik, men tog avstånd från och fördömde Stalinismen i Sovjetunionen. SWP blev en av de ledande krafterna inom Fjärde Internationalen även om man formellt inte kunde vara medlem i internationalen på grund av amerikansk lagstiftning.
Under Kalla krigsåren förändrades SWP:s politik. Solidaritetsarbete för den kubanska revolutionen blev ett dominerande arbetsfält och kom att förändra partiets politik bort från trotskismen.
Socialist Workers Party är aktiva än idag och den nuvarande partiledaren heter Jack Barnes. Partiet har bokförlaget Pathfinder och ger ut tidningen The Militant. Ideologiska ledstjärnor för partiet är bland andra Fidel Castro och Malcolm X.